# Bo Cederlöf

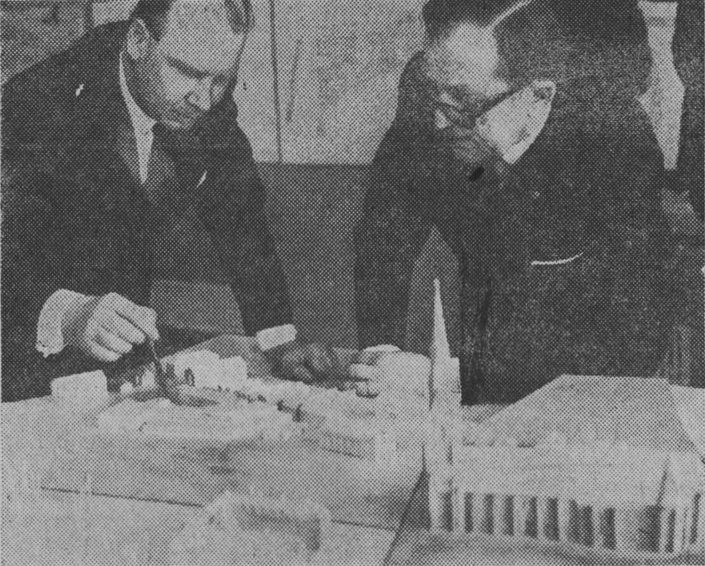
Bo Cederlöf (till vänster) vid modell av Linköpings stiftsbibliotek, 1966.

Bo Ingvar Cederlöf, född 4 juli 1921 i Västanfors församling, Västmanlands län, död 25 november 2008 i Partille församling, Västra Götalands län, var en svensk arkitekt.

## Biografi
Cederlöf var son till direktör Eric Cederlöf och Siri Hansson; fadern drev familjens kakelföretag. Han avlade studentexamen i Gävle 1940 och utexaminerades från Chalmers tekniska högskola 1945. Han anställdes hos arkitekt Åke Wahlberg i Göteborg 1944, hos arkitekt Hakon Ahlberg i Stockholm 1948, på Sture Fröléns  och Nils Sterners arkitektkontor 1949, hos arkitekt Carl Edvin Sandberg 1950, på drätselkammarens husbyggnadskontor i Göteborg 1951 och bedrev konsulterande arkitektverksamhet från 1953. Han startade den egna verksamheten i samband med genombrottet med Luleås stadshus.
Cederlöf var ledamot av Yngre arkitekters nämnd 1951–1954 samt styrelseledamot i Svenska Arkitekters Riksförbund och Västra Sveriges arkitektförening 1958–1959. Han ritade bland annat stadshuset i Luleå, länsbiblioteket i Östersund, Vasa församlingshem i Göteborg, bostads- och affärshus i Gävle och Jönköping, industribyggnader i Stockholm, Göteborg och Jönköping samt ett flertal bostadshus, villor och radhus i göteborgstrakten.
Cederlöf ritade många byggnader i Partille från 1950-talet och fram till 1980-talet, bland annat Jonseredsgården, Vallhamra torg (numera delvis rivet), de tidiga höghusen på Oluff Nilssons väg och radhus i Lexby. Han ritade även enplansvillor i Paradiset. Villorna uppmärksammades på sin tid i fackpressen. I Paradiset uppförde han även den egna villan. I Lexby ritade han både radhusen som uppfördes på 1950-talet och de som uppfördes i slutet av 1960-talet.
På 1970-talet ritade han flera projekt i Bergsjön: stationerna för spårvägen, Bergsjöns kyrka samt ett loftgångshus i Bergsjöns centrum. Riksantikvarieämbetet har förklarat Bergsjöns kyrka vara ett kyrkligt kulturminne. På 1980-talet ritade han bland annat Gårda Business Center ("Canonhuset") och Brf Tornet i Gårda i Göteborg. Brf Tornet mottog priset som årets byggnad av Per och Alma Olssons fond. Cederlöfs arkitektkontor mottog priset även 1970 för kvarterets Kungsljuset och 1981 för den nya delen av Göteborgs naturhistoriska museum.
Bo Cederlöf är gravsatt på Kvastekulla griftegård i Partille.

## Bilder

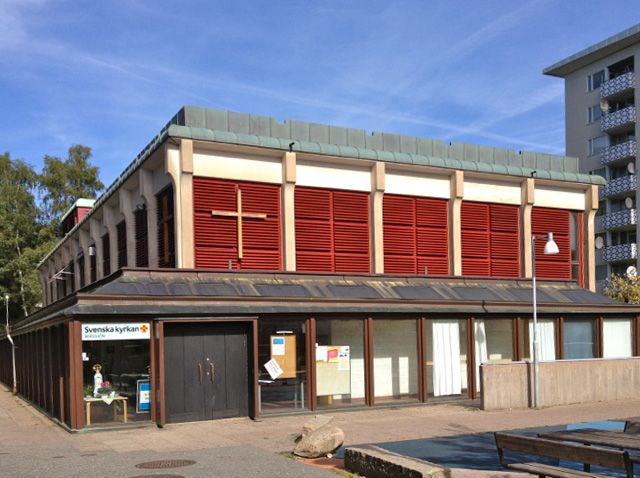
Bergsjöns kyrka.
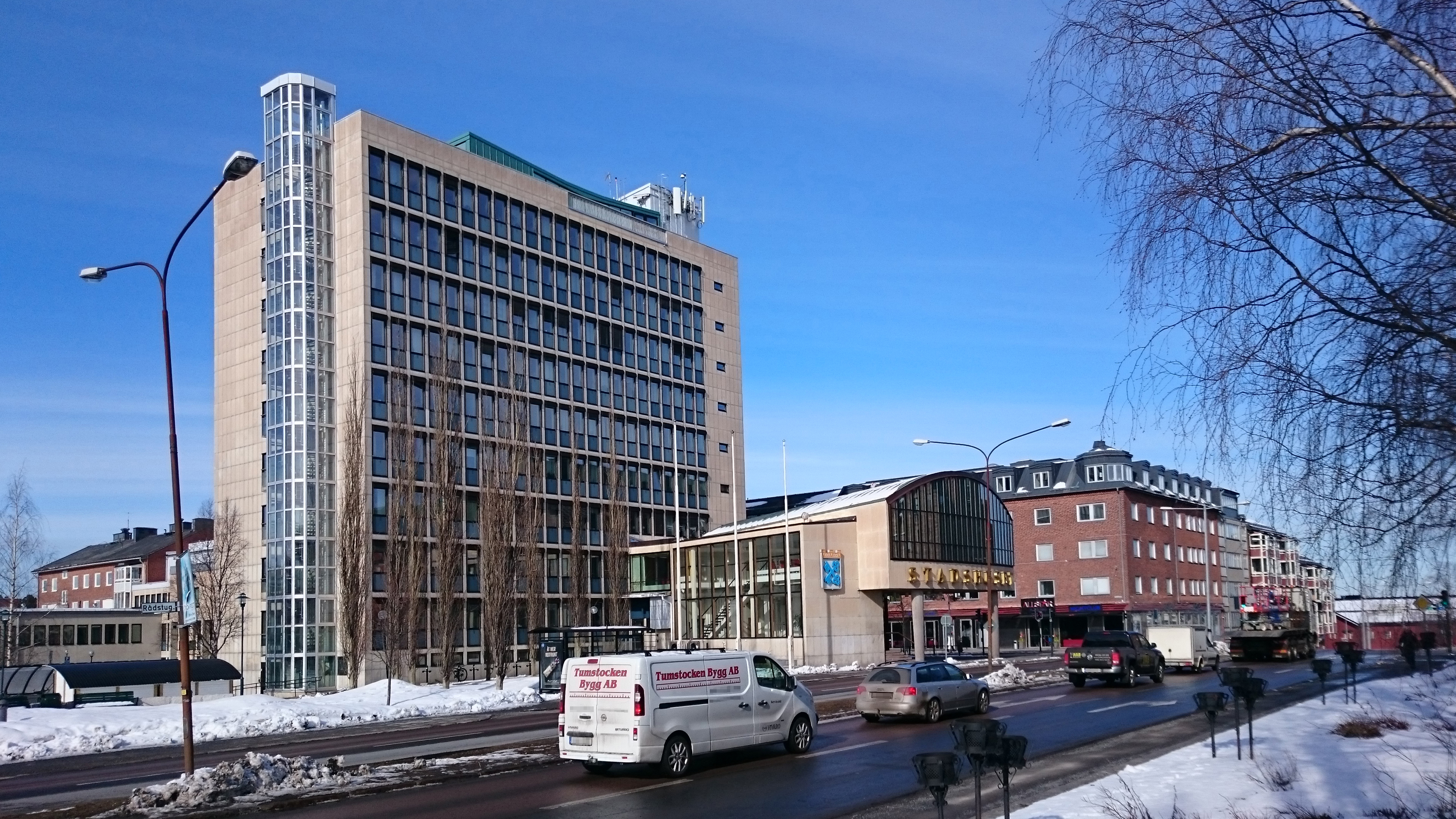
Stadshuset i Luleå.
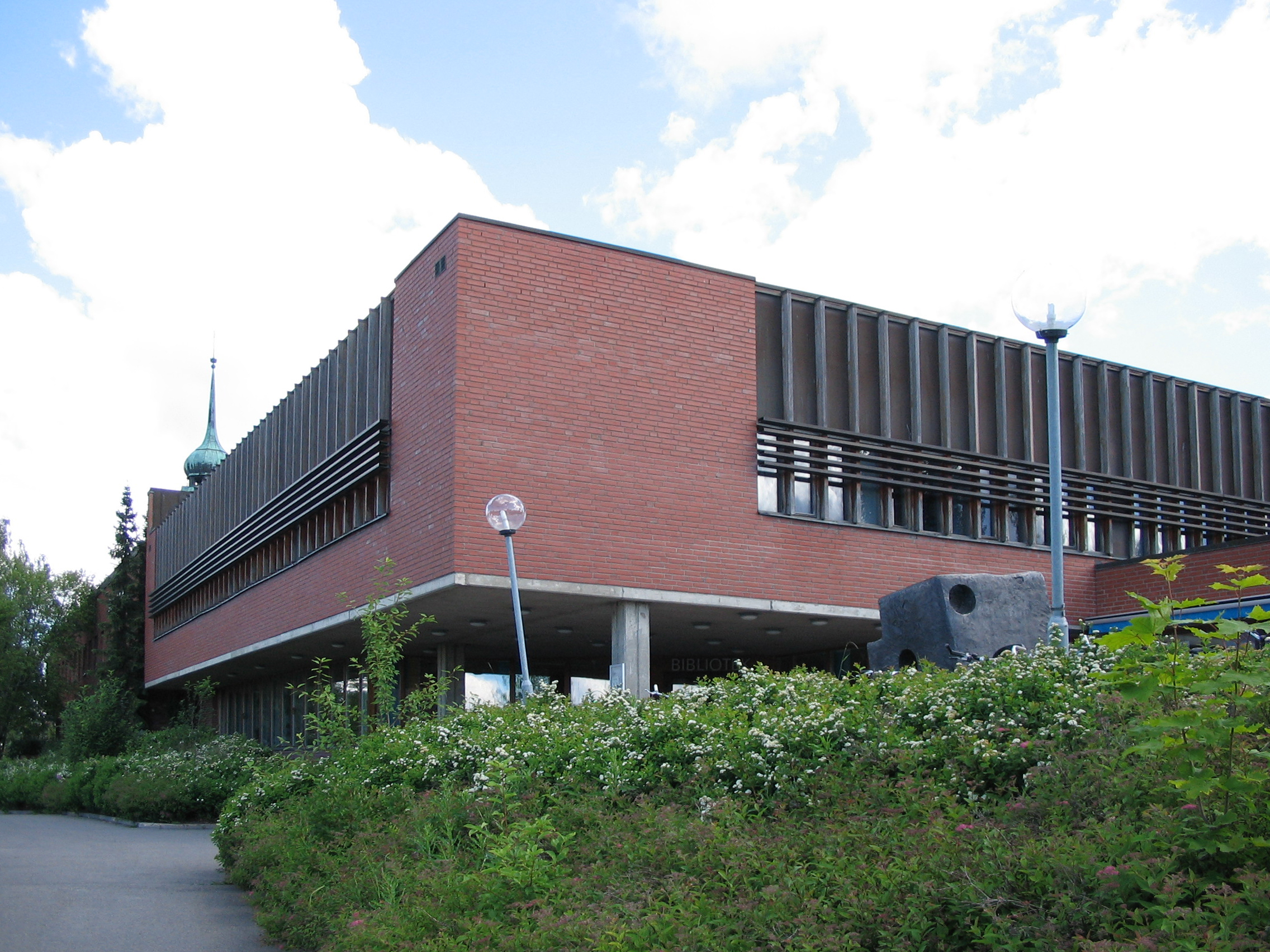
Jämtlands läns bibliotek
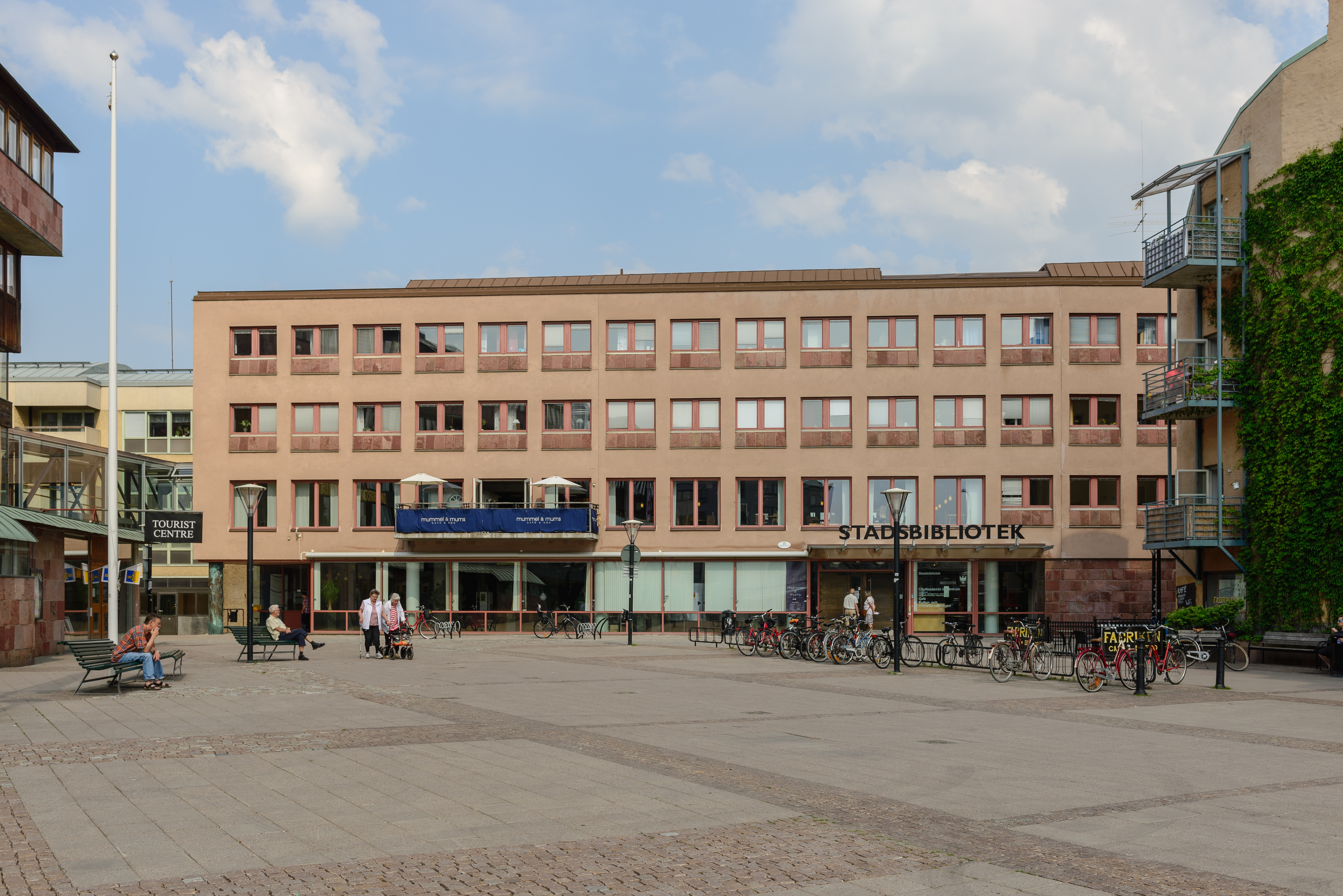
Örebro stadsbibliotek
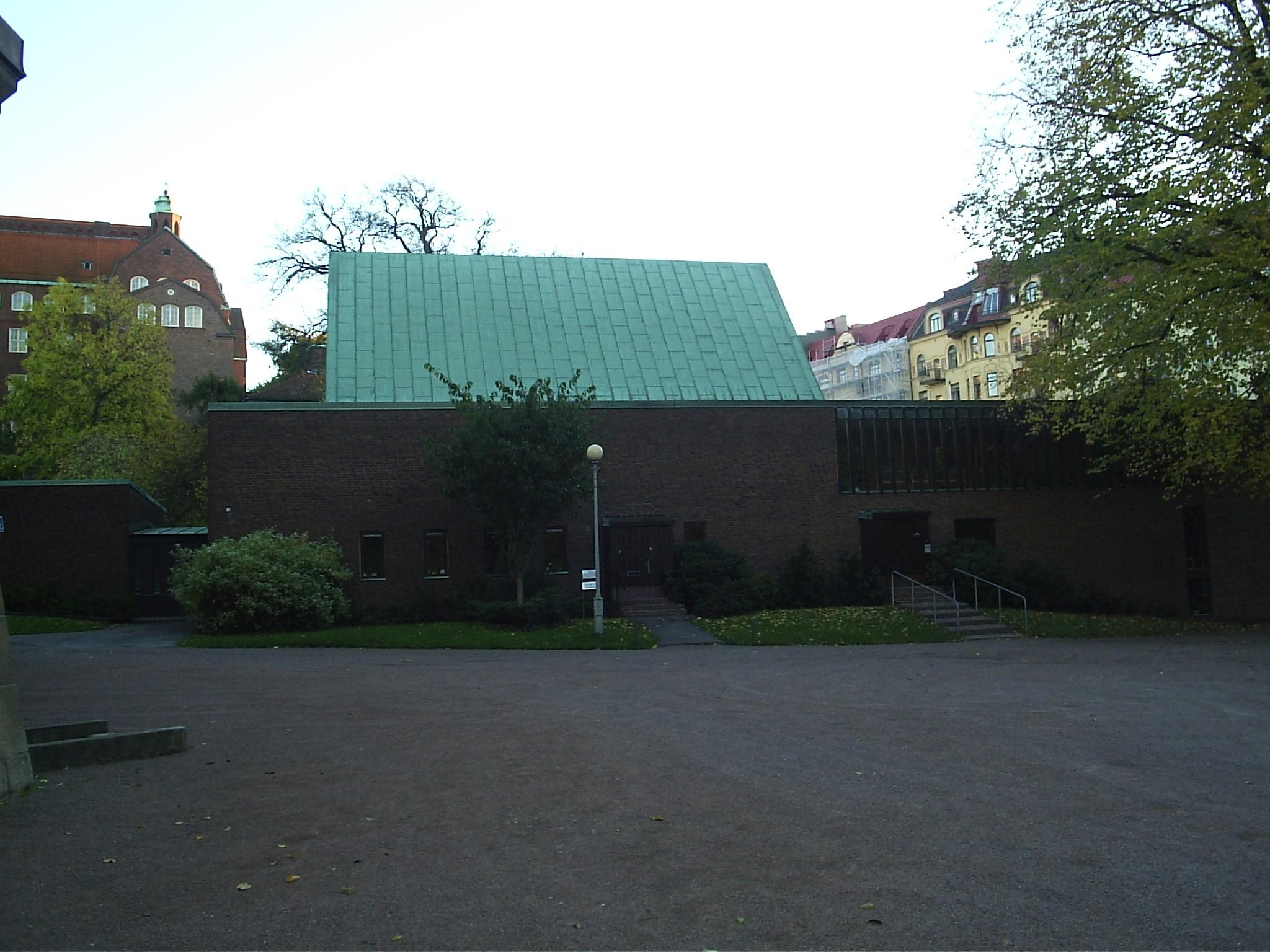
Vasa församlingshem.